# Squirrel Nut Zippers
A Squirrel Nut Zippers egy amerikai dzsesszzenekar.

## Története
1993-ban alakult az Észak-Karolina állambeli Chapel Hill-ben. Zenéjük a jazz, a swing, a klezmer és Delta blues műfajok keveréke. Nevüket egy újságcikkről kapták, amely arról szólt, hogy egy ittas férfi felmászott egy fára és nem jött le onnan, még a rendőrség érkezése után sem. A cikk címe a következő volt: „Nut Zipper”. A „Squirrel Nut Zippers” egy karamell ízesítésű cukorka neve is. Legismertebb daluknak a „Hell” számít. Többször is feloszlottak már, 2016-ban újra alakultak.
Dalaikra hatással volt a Pixies, Fats Waller és Louis Armstrong.

## Diszkográfia
- The Inevitable (1995)
- Hot (1996)
- Sold Out (válogatáslemez, 1997)
- Roasted Right (EP, 1997)
- Perennial Favorites (1998)
- Christmas Caravan (1998)
- Bedlam Ballroom (2000)
- The Best of Squirrel Nut Zippers as Chronicled by Shorty Brown (válogatáslemez, 2002)
- Lost at Sea (2009)
- Beasts of Burgundy (2018)
- Lost Songs of Doc Souchon (2020)